# Josip Pišof - Cepa
Josip Pišof - Cepa, slovenski slikar, * 15. junij 1911, Pragersko, † 4. oktober 1986, Maribor.
Mariborski slikar Josip Pišof, bolj znan kot Cepa, je v svojem bogatem ustvarjalnem obdobju s čopiči, barvami in platni prepotoval dobršen del Evrope. Študiral je na Visoki šoli za likovno umetnost na Dunaju, kjer zaradi vojne študija ni mogel dokončati. Po osvoboditvi se je ob francoskih in slovenskih impresionistih dodatno sam izobraževal. Rad je risal sončnice, plesalke, Haloze, Slovenske gorice, Gorenjsko, tihožitja in predvsem mariborski Lent.

## Življenje in delo
Rojen je bil leta 1911 na Pragerskem, kamor sta se starša Karoly Pišof in Marija roj. Övegeš preselila prek Avstrije iz Budimpešte. Slikal je že od otroških let. Ko je bil nagajiv, mu je mati v roke dala svinčnik in papir; slike so nastajale kar same od sebe. V mladih letih je bil vratar pri prvem slovenskem športnem klubu Maribor, kasneje pa pri zemunski Šparti.
Kot mladenič je rad odhajal zdoma in obiskoval za slikarstvo tedaj pomembne evropske prestolnice kot so München, Pariz, Praga in Dunaj, kjer je tudi študiral na Visoki šoli za likovno umetnost. Študija zaradi vojne ni mogel dokončati, po osvoboditvi pa se je je ob francoskih in slovenskih impresionistih dodatno sam izobraževal.
Ob uporabi svojih najljubših likovnih elementov ploskve in barve je slogovno ohranjal srednjo pot med realizmom in impresionizmom v slikanju z barvnimi madeži, ki jih je zmerno pastozno nanašal na platno s čopičem in lopatico, ustvarjajoč slikovit vtis brez kontur in izrazitega globinsko-prostorskega učinkovanja. V glavnini svojega opusa se je osredotočal na klasične motive krajine, vedute, tihožitja in portreta v tehniki olja na platnu, četudi se je vzporedno ukvarjal še z grafitno risbo in pastelom. Krajine in vedute je zmeraj slikal v plenerizmu, upoštevajoč lokalne razpoloženjske značilnosti Haloz, Slovenskih goric, Kozjaka, Gorenjske, Goriških brd, južne Primorske in celo Makedonije. Med vedutami je največ likovnih del posvetil dragemu Mariboru, ki ga je slikal ob Dravi od Lenta do Mariborskega otoka ter od Melja do Studencev, s posebnim poudarkom na starih stavbah ali urbanističnih kompleksih, ki so na njegovo žalost sčasoma v celoti izginili. V tihožitjih je najraje upodabljal cvetlične aranžmaje, ki jih je kot ljubitelj ikebane tudi sam pripravil. Hkrati je ustvaril vrsto portretov svojih znancev, vključujoč znane mariborske osebnosti iz takratnega javnega in kulturnega življenja. Rad je ilustriral posamezne prizore iz gledaliških ali opernih uprizoritev, saj je kulturne ustanove obiskoval vsaj v tisti meri, kot je redno spremljal nogometne tekme mariborskih vijolic na domačem stadionu, kjer si je tudi pridobil častno mesto na loži veteranov.